# DR V 75 sorozat
A DR V 75, újabb pályaszámán DR 107 egy német dízelmozdony-sorozat volt. Csehszlovákiában gyártotta a ČKD 1962-ben. Összesen 20 db készült belőle. A mozdonyok napjainkban magánvasutaknál dolgoznak.

## Lásd még
- ČSD T 435.0 - Csehszlovák változat